# Wuthering Waves
Wuthering Waves (tiếng Trung: 鸣潮 (Minh Triều), bính âm: Míng Cháo) là trò chơi hành động nhập vai thế giới mở năm 2024, được phát triển và phát hành bởi công ty Kuro Game. Trò chơi đã được phát hành vào ngày 23 tháng 5 năm 2024 (giờ Trung Quốc).
Wuthering Waves lấy bối cảnh ở một thế giới Solaris-3 hậu tận thế sau một thảm họa có tên là Lament đã xóa sổ hầu hết nhân loại và khiến những sinh vật được gọi là Tacet Discord (tiếng Trung: 残象 (Tàn Tượng), bính âm: Cán xiàng) xuất hiện. Nhân loại đã thích nghi với mối đe dọa và theo thời gian đã xây dựng lại nền văn minh. Câu chuyện kể về Rover (tiếng Trung: 漂泊者 (Phiêu Bạc Giả), bính âm: Biāo bó zhě), người đã bị mất trí nhớ và bắt đầu khám phá thế giới mới này.

## Lối chơi
Wuthering Waves là trò chơi nhập vai hành động thế giới mở. Câu chuyện kể về cuộc hành trình của nhân vật Rover (nam hoặc nữ tùy vào lựa chọn của người chơi) rơi vào một thế giới xa lạ với không một ký ức nào, tất cả bắt nguồn từ một vị thần vô danh.
Người chơi còn có thể sở hữu những nhân vật được gọi là Resonator (tiếng Trung: 共鸣者 (Cộng Minh Giả), bính âm: Gōng míng zhě), được chia thành 2 độ hiếm: 4 sao và 5 sao.
Hệ thống chiến đấu của game có các kỹ năng Intro và Outro: Kỹ năng Intro được kích hoạt khi nhân vật tham gia chiến đấu và kỹ năng Outro được kích hoạt khi nhân vật rời trận. Cả hai kỹ năng đều được kích hoạt khi người chơi chuyển đổi các nhân vật.
Các nhân vật có thể trang bị Echo (tiếng Trung: 声骸 (Thanh Hài), bính âm: Shēng gāi) nhằm tăng sức mạnh cho bản thân. Các Echo có thể sở hữu thông qua việc đánh bại bọn quái vật Tacet Discord, hay hoàn thành các nhiệm vụ và các sự kiện.
Hệ thống gacha của trò chơi được gọi là "Convene" (Triệu Tập), người chơi sẽ sử dụng Astrite (tiếng Trung: 星声 (Tinh Thanh), bính âm: Xīng shēng), đơn vị tiền tệ được sử dụng để gacha nhân vật và vũ khí. Có 3 loại Convene: tân thủ (Beginner's Choice), vĩnh viễn (Permanent) và giới hạn (Limited), trong đó Convene giới hạn sẽ giới thiệu những nhân vật và vũ khí 5 sao và người chơi chỉ có thể gacha trong một khoảng thời gian nhất định. Trò chơi có một hệ thống đảm bảo người chơi sẽ sở hữu một nhân vật 5 sao sau số lần triệu tập nhất định, và người chơi có cơ hội 100% sở hữu đúng món vũ khí.

## Các giải thưởng và đề cử
| Năm  | Giải thưởng                      | Hạng mục                           | Kết quả   | Ct.          |
| ---- | -------------------------------- | ---------------------------------- | --------- | ------------ |
| 2024 | Pocket Gamer Mobile Games Awards | Best Audio / Visual Accomplishment | Đoạt giải | [ 6 ]        |
| 2024 | Pocket Gamer Mobile Games Awards | Game of the Year                   | Đề cử     | [ 6 ]        |
| 2024 | Galaxy Award                     | Best Science-Fiction Game          | Đoạt giải | [ 7 ]        |
| 2024 | The Game Awards 2024             | Best Mobile Game                   | Đề cử     | [ 8 ]        |
| 2024 | The Game Awards 2024             | Players' Voice                     | Đề cử     | [ 8 ]        |
| 2025 | 28th Annual D.I.C.E. Awards      | Mobile Game of the Year            | Đề cử     | [ 9 ] [ 10 ] |